# Ron Anderson (1989)
Ronald Gene Anderson jr., detto Ron (Voorhees, 12 settembre 1989), è un cestista statunitense, professionista nella NBDL.
È il figlio di Ron Anderson sr.